# کاکایی‌اقیانوسی قطبی

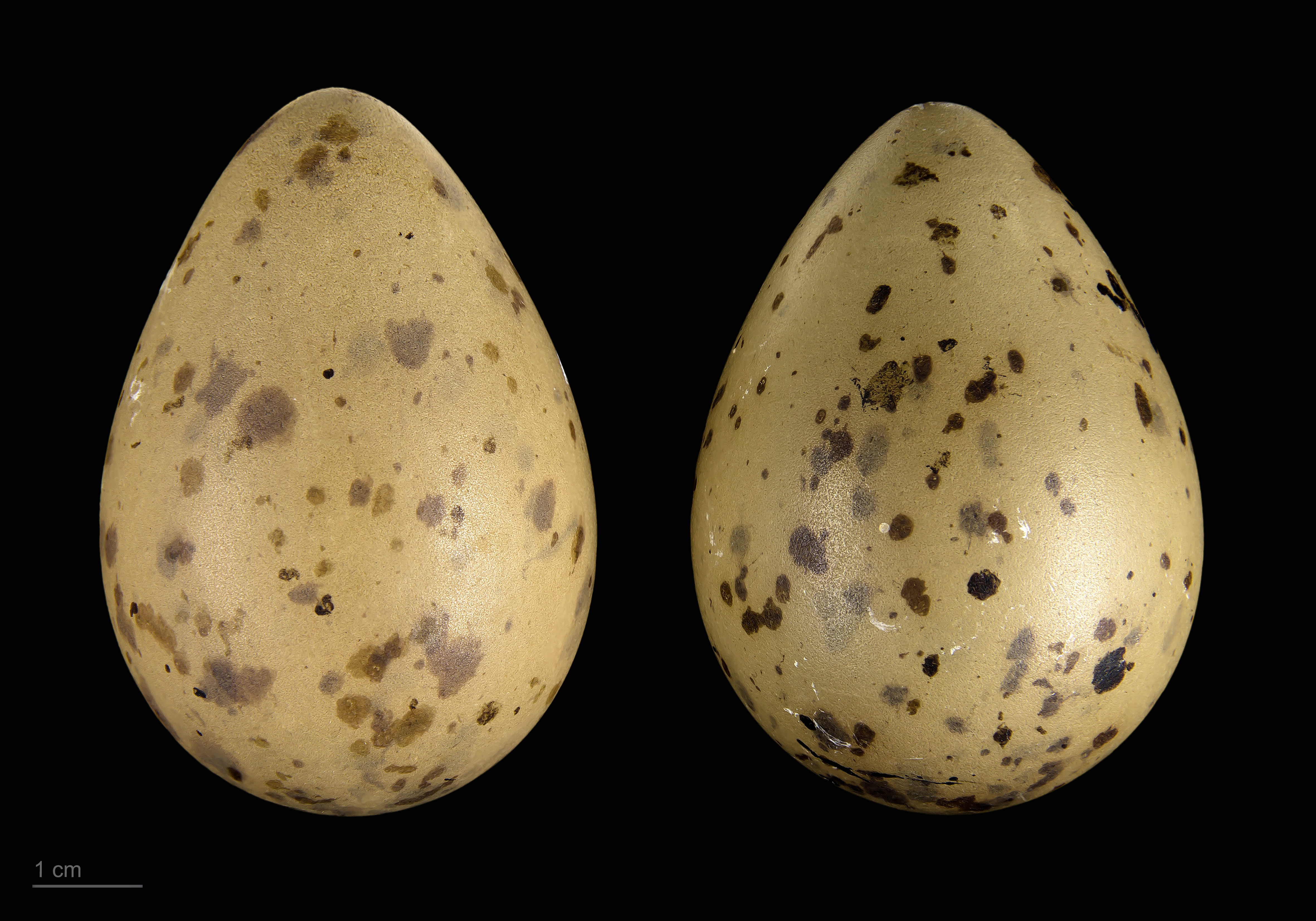
Stercorarius parasiticus

کاکایی‌اقیانوسی قطبی یا کاکایی‌اقیانوسی قطب شمال (نام علمی: Stercorarius parasiticus) نام یک گونه از تیره کاکایی‌اقیانوسیان است. به آن‌ها کاکایی‌اقیانوسی قطبی و اسکوای قطبی هم گفته می‌شود.
این پرنده دریازی است اما گاهی نیز در نزدیکی ساحل دیده می‌شود. در ایران، زمستان‌ها در سواحل جنوبی و گاهی نیز به صورت مهاجر عبوری در دریای خزر دیده می‌شود.

## ویژگی‌ها
این پرنده، ۴۶ سانتی‌متر طول دارد. پرهای میانی دُم پرنده بالغ، تابستان‌ها بلندتر (۶ تا ۱۱ سانتی‌متر) می‌شود، که اندکی کوچک‌تر از کاکایی‌اقیانوسی دم‌پیچ است (در قاپوی دم‌پیچ، پرهای مرکزی دم پیچ‌خورده و تاب‌دار است). همچنین منقارش از منقار دُم‌پیچ باریک‌تر است. شکل کم‌رنگ، با سر تقریباً سیاه و گونه‌ها و پس گردن سفید مایل به زرد شناخته می‌شود. روتنه قهوه‌ای پررنگ، زیرتنه سفید و یک نوار تیره در سینه دیده می‌شود. شکل‌های حد واسط فراوانی دارد که معمولاً در آنها سطح شکمی قهوه‌ای کمرنگ و دو طرف سر با رنگ‌های گوناگون، اما عموماً نخودی مایل به سفید است. شکل تیره آن، قهوه‌ای مایل به سیاه یکدست دیده می‌شود. پروازش در حالت عادی، آرام و مانند شاهین، مستقیم و سریع است و با هجوم ناگهانی به پرندگان دیگر، به‌ویژه کاکایی معمولی و نوک سبز، به تعقیب آنها می‌پردازد تا طعمه خود را رها کنند.